# Guîtres
Guîtres est une commune du Sud-Ouest de la France, située dans le département de la Gironde (région Nouvelle-Aquitaine).
Ses habitants sont appelés les Guitrauds.
La ville doit son nom au latin Aquistriae (trois eaux) car elle est traversée par trois cours d'eau, l'Isle et ses deux affluents, le Lary et le Galostre.

## Géographie

Représentations cartographiques de la commune
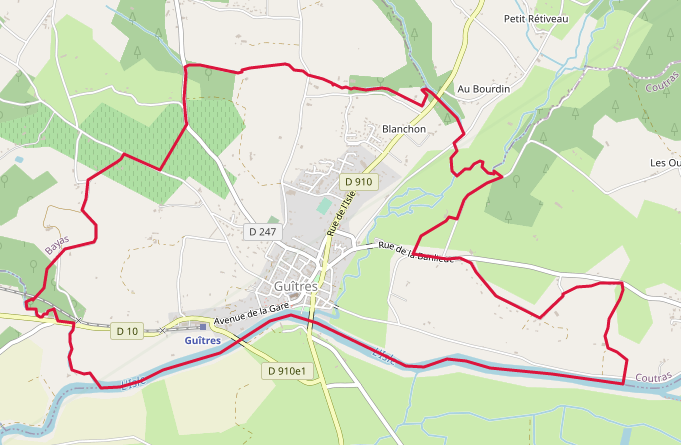
Carte OpenStreetMap.
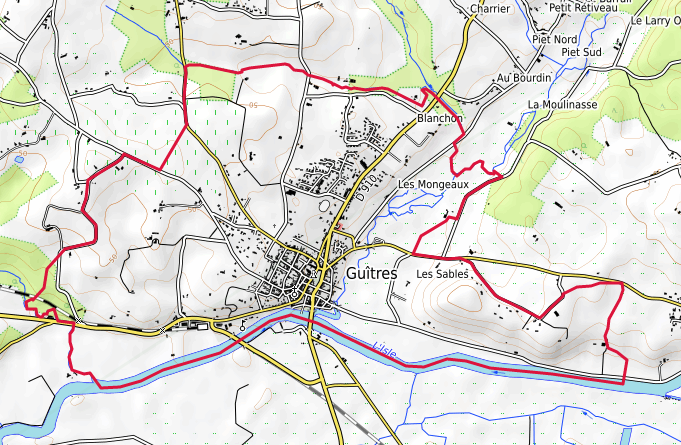
Carte topographique.

### Localisation et accès
Située dans le nord de la Gironde, Guîtres est une des principales villes du Pays Gabay, à la limite de l'influence de la langue d'oc en Grande Gavacherie. Elle domine la vallée de l'Isle et est située à 3 km à l'ouest de Coutras.

### Communes limitrophes
Les communes limitrophes sont  Bayas, Coutras, Lagorce, Sablons et Saint-Martin-de-Laye.
|                      | Bayas   | Lagorce |
| Saint-Martin-de-Laye | Guîtres | Coutras |
|                      | Sablons |         |

### Hydrographie

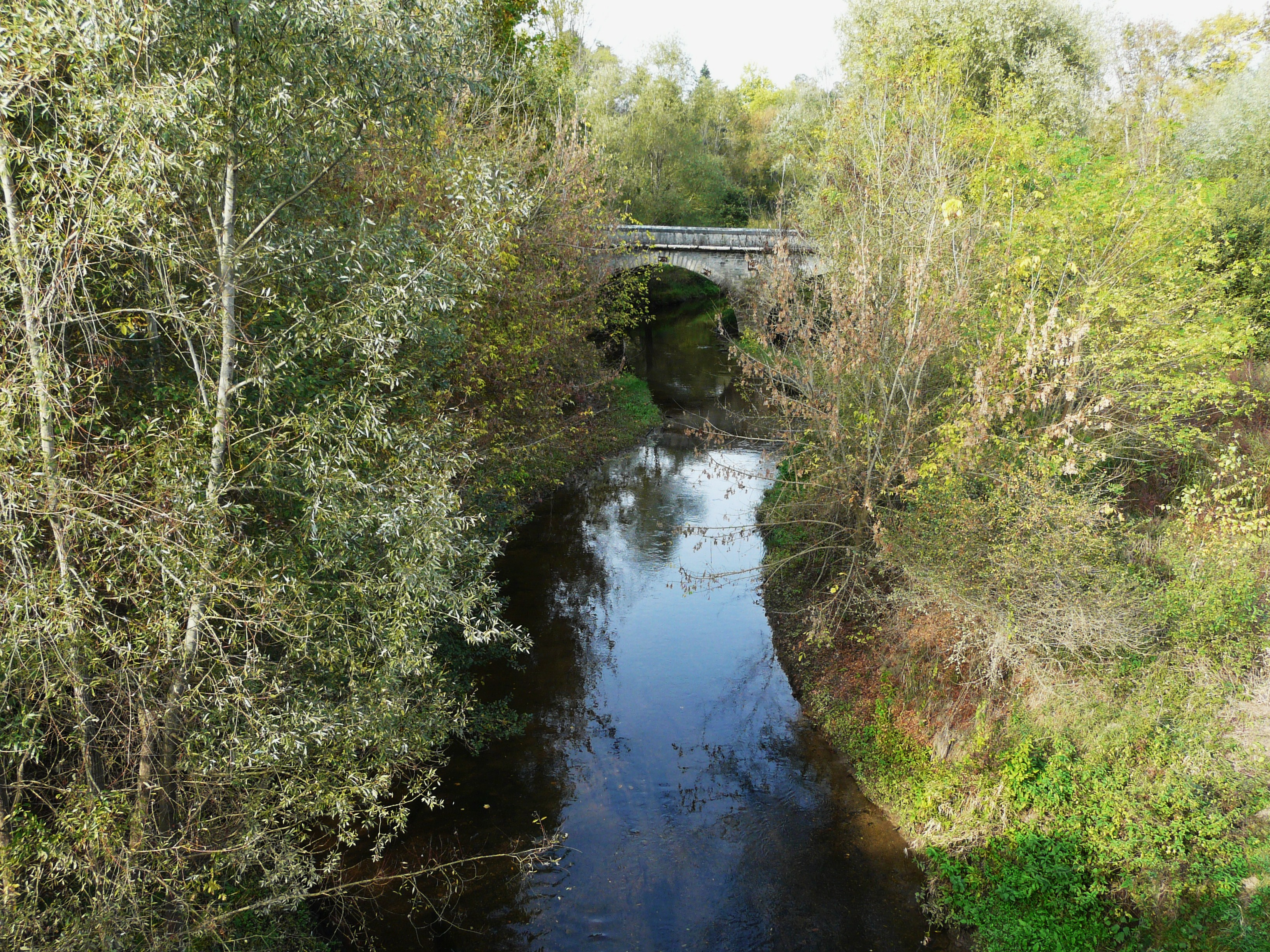
Le Lary à Guîtres

Guîtres est situé sur la rive droite de l'Isle, affluent de la Dordogne à sa confluence avec le Lary et le Galostre donc les trois derniers kilomètres séparent Guîtres de Saint-Martin-de-Laye.

### Climat
Pour des articles plus généraux, voir Climat de la Nouvelle-Aquitaine et Climat de la Gironde.
Historiquement, la commune est exposée à un climat océanique aquitain.  
En 2020, Météo-France publie une typologie des climats de la France métropolitaine dans laquelle la commune est exposée à un climat océanique et est dans la région climatique  Aquitaine, Gascogne, caractérisée par une pluviométrie abondante au printemps, modérée en automne, un faible ensoleillement au printemps, un été chaud (19,5 °C), des vents faibles, des brouillards fréquents en automne et en hiver et des orages fréquents en été (15 à 20 jours).
Pour la période 1971-2000, la température annuelle moyenne est de 13 °C, avec une amplitude thermique annuelle de 14,7 °C. Le cumul annuel moyen de précipitations est de 887 mm, avec 11,7 jours de précipitations en janvier et 7,1 jours en juillet. Pour la période 1991-2020, la température moyenne annuelle observée sur la station météorologique la plus proche, située sur la commune de Saint-Émilion à 17 km à vol d'oiseau, est de 13,9 °C et le cumul annuel moyen de précipitations est de 798,1 mm,. Pour l'avenir, les paramètres climatiques de la commune estimés pour 2050 selon différents scénarios d’émission de gaz à effet de serre sont consultables sur un site dédié publié par Météo-France en novembre 2022.

## Urbanisme

### Typologie
Au 1er janvier 2024, Guîtres est catégorisée bourg rural, selon la nouvelle grille communale de densité à sept niveaux définie par l'Insee en 2022.
Elle est située hors unité urbaine. Par ailleurs la commune fait partie de l'aire d'attraction de Libourne, dont elle est une commune de la couronne,. Cette aire, qui regroupe 24 communes, est catégorisée dans les aires de 50 000 à moins de 200 000 habitants,.

### Occupation des sols

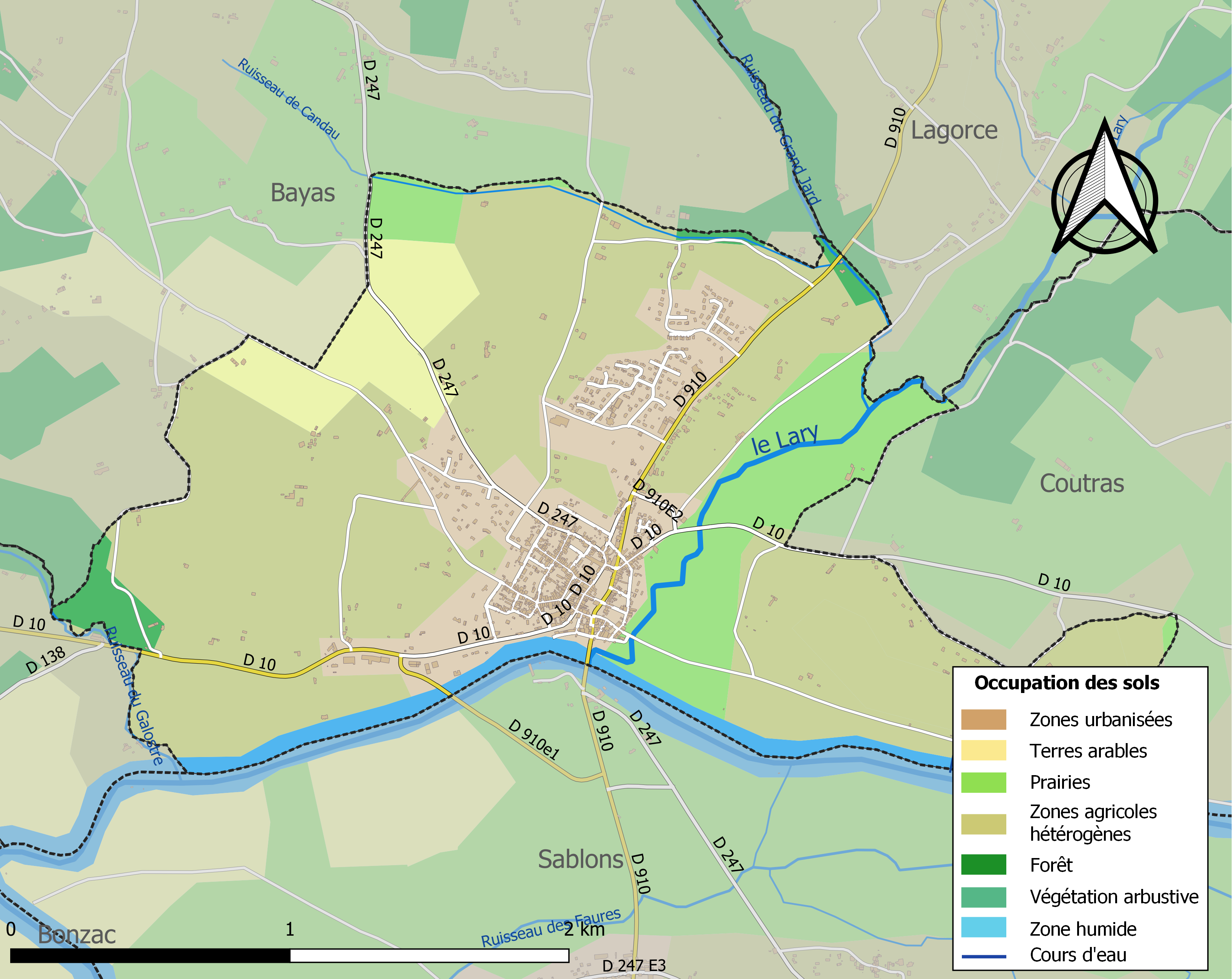
Carte des infrastructures et de l'occupation des sols de la commune en 2018 (CLC).

L'occupation des sols de la commune, telle qu'elle ressort de la base de données européenne d’occupation biophysique des sols Corine Land Cover (CLC), est marquée par l'importance des territoires agricoles (75,8 % en 2018), en diminution par rapport à 1990 (81,7 %). La répartition détaillée en 2018 est la suivante : 
zones agricoles hétérogènes (58,4 %), zones urbanisées (16,8 %), prairies (11,7 %), eaux continentales (5,9 %), cultures permanentes (5,8 %), forêts (1,5 %). L'évolution de l’occupation des sols de la commune et de ses infrastructures peut être observée sur les différentes représentations cartographiques du territoire : la carte de Cassini (XVIIIe siècle), la carte d'état-major (1820-1866) et les cartes ou photos aériennes de l'IGN pour la période actuelle (1950 à aujourd'hui).

### Risques majeurs
Le territoire de la commune de Guîtres est vulnérable à différents aléas naturels : météorologiques (tempête, orage, neige, grand froid, canicule ou sécheresse), inondations et séisme (sismicité faible). Il est également exposé à un risque technologique, la rupture d'un barrage. Un site publié par le BRGM permet d'évaluer simplement et rapidement les risques d'un bien localisé soit par son adresse soit par le numéro de sa parcelle.

#### Risques naturels
Certaines parties du territoire communal sont susceptibles d’être affectées par le risque d’inondation par débordement de cours d'eau, notamment le Lary. La commune a été reconnue en état de catastrophe naturelle au titre des dommages causés par les inondations et coulées de boue survenues en 1982, 1983, 1986, 1993, 1994, 1999, 2000 et 2009,.

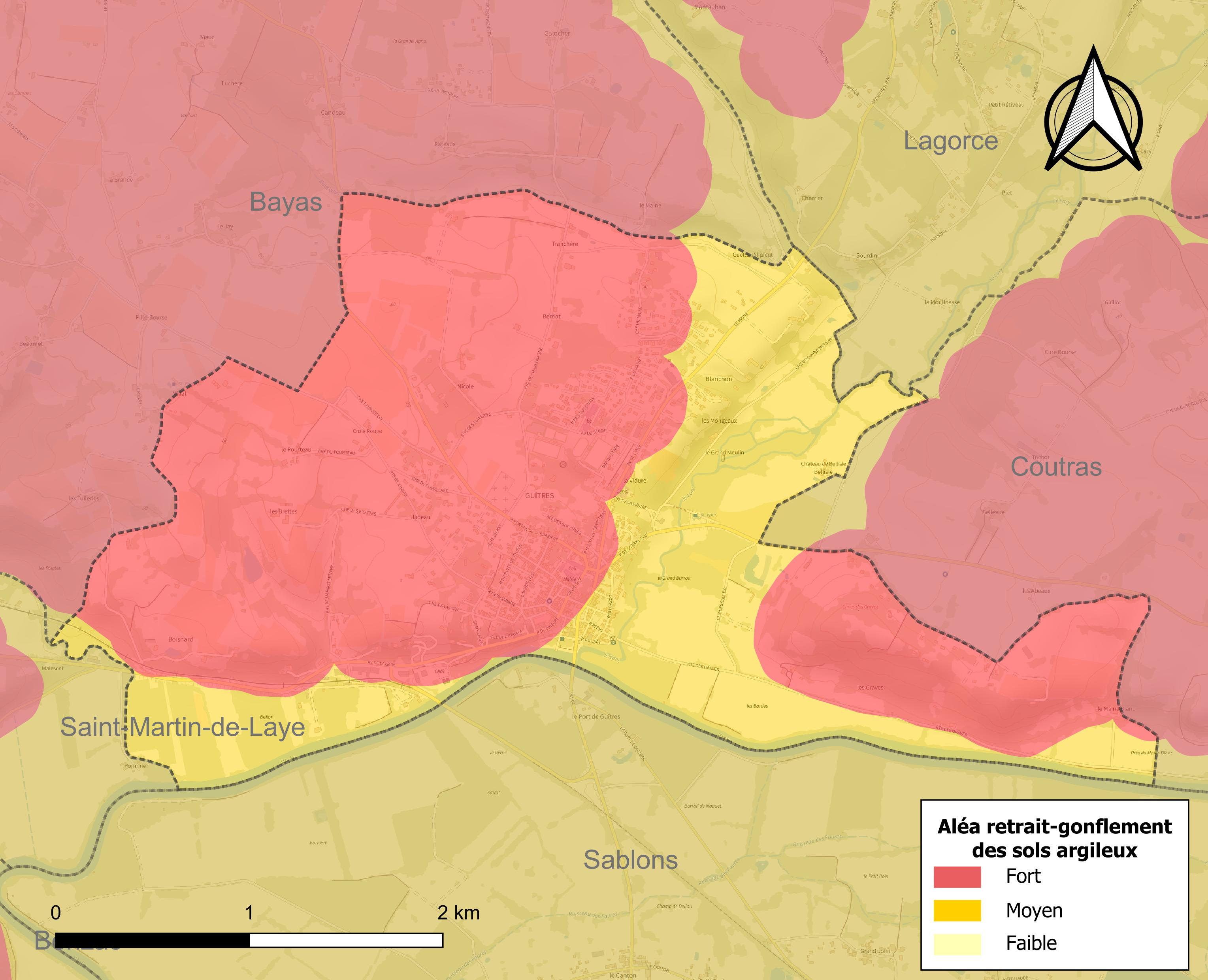
Carte des zones d'aléa retrait-gonflement des sols argileux de Guîtres.

Le retrait-gonflement des sols argileux est susceptible d'engendrer des dommages importants aux bâtiments en cas d’alternance de périodes de sécheresse et de pluie. La totalité de la commune est en aléa moyen ou fort (67,4 % au niveau départemental et 48,5 % au niveau national). Sur les 718 bâtiments dénombrés sur la commune en 2019, 718 sont en aléa moyen ou fort, soit 100 %, à comparer aux 84 % au niveau départemental et 54 % au niveau national. Une cartographie de l'exposition du territoire national au retrait gonflement des sols argileux est disponible sur le site du BRGM,.
Par ailleurs, afin de mieux appréhender le risque d’affaissement de terrain, l'inventaire national des cavités souterraines permet de localiser celles situées sur la commune.
Concernant les mouvements de terrains, la commune a été reconnue en état de catastrophe naturelle au titre des dommages causés par la sécheresse en 2003, 2012 et 2017, par des mouvements de terrain en 1999 et par des glissements de terrain en 1993 et 1994.

#### Risques technologiques
La commune est en outre située en aval du  barrage de Bort-les-Orgues, un ouvrage sur la Dordogne de classe A soumis à PPI, disposant d'une retenue de 477 millions de mètres cubes. À ce titre elle est susceptible d’être touchée par l’onde de submersion consécutive à la rupture de cet ouvrage.

## Histoire
Guîtres est une seigneurie indépendante depuis le XIIe siècle.
La bulle de 1171 du Pape Alexandre III, cite les édifices religieux de Chamadelle, Les Peintures, Porchères, Le Fieu, parmi ceux donnés à l'abbaye de Guîtres.
Lors de la guerre de Cent Ans, la contrée fut dévastée au point d’avoir la majorité de ses paroisses dites "désertées ou vacantes" de 1360 à 1410 environ. L'apport d'une population des régions septentrionales voisines, Saintonge, Poitou, Vendée, redynamisa alors le territoire qu'on appela "Pays Gabay".
En 1548, les paysans de Guîtres se sont révoltés contre la gabelle.
La ville a été le siège des huguenots en 1587.
Sur la carte de Cassini représentant la France entre 1756 et 1789, le village est identifié sous le nom de Guitre.

## Héraldique
| Blason de Guîtres | Blason  | D’azur au puits de Beliste dit Henry IV, recouvert en dôme d'argent, maçonné de sable et ouvert du champ, posé sur une terrasse cousue de gueules. |
| Blason de Guîtres | Détails | Le statut officiel du blason reste à déterminer.                                                                                                   |

## Politique et administration
| Période                                  | Période  | Identité                         | Étiquette | Qualité                                                     |
| ---------------------------------------- | -------- | -------------------------------- | --------- | ----------------------------------------------------------- |
| Les données manquantes sont à compléter. |          |                                  |           |                                                             |
|                                          |          |                                  |           |                                                             |
| 1835                                     | 1840     | Jean-Baptiste Denieau            |           |                                                             |
|                                          |          |                                  |           |                                                             |
| 1842                                     | 1848     | François Mauget                  |           |                                                             |
| 1848                                     | 1852     | Jules Auguste Hovyn de Tranchère |           |                                                             |
| 1853                                     | 1860     | Pierre Lartigue                  |           |                                                             |
| 1860                                     | 1864     | Jehan Madeleine Largeteau        |           |                                                             |
|                                          |          |                                  |           |                                                             |
| 1892                                     | 1898     | Ernest Malescot                  |           |                                                             |
| 1898                                     | 1904     | Pierre Volmy Gesdon              |           |                                                             |
|                                          |          |                                  |           |                                                             |
| 1945                                     | 1947     | Eugène Barbaron                  |           |                                                             |
|                                          |          |                                  |           |                                                             |
| 1965                                     | 1967     | Robert Vironneau                 | UDR       | Instituteur Suppléant du député Gérard Deliaune (1962-1967) |
| 1967                                     | 1989     | Blanche Gonon                    |           |                                                             |
| 1989                                     | 1991     | Jean Aviotte                     |           |                                                             |
| 1991                                     | 1995     | Bernard Ducassou                 |           |                                                             |
| 1995                                     | 2001     | Louis Bureau                     |           |                                                             |
| mars 2001                                | 2020     | Francis Péjean                   | PS        | Retraité de l'enseignement                                  |
| 2020                                     | En cours | Hervé Alloy                      |           |                                                             |

## Population et société

### Démographie

#### Évolution démographique
L'évolution du nombre d'habitants est connue à travers les recensements de la population effectués dans la commune depuis 1793. Pour les communes de moins de 10 000 habitants, une enquête de recensement portant sur toute la population est réalisée tous les cinq ans, les populations de référence des années intermédiaires étant quant à elles estimées par interpolation ou extrapolation. Pour la commune, le premier recensement exhaustif entrant dans le cadre du nouveau dispositif a été réalisé en 2006.

En 2022, la commune comptait 1 637 habitants, en évolution de +3,28 % par rapport à 2016 (Gironde : +6,91 %, France hors Mayotte : +2,11 %).
| 1793  | 1800 | 1806  | 1821  | 1831  | 1836  | 1841  | 1846  | 1851  |
| ----- | ---- | ----- | ----- | ----- | ----- | ----- | ----- | ----- |
| 1 002 | 933  | 1 108 | 1 334 | 1 270 | 1 282 | 1 256 | 1 324 | 1 287 |

| 1856  | 1861  | 1866  | 1872  | 1876  | 1881  | 1886  | 1891  | 1896  |
| ----- | ----- | ----- | ----- | ----- | ----- | ----- | ----- | ----- |
| 1 370 | 1 372 | 1 400 | 1 484 | 1 403 | 1 467 | 1 490 | 1 543 | 1 442 |

| 1901  | 1906  | 1911  | 1921  | 1926  | 1931  | 1936  | 1946  | 1954  |
| ----- | ----- | ----- | ----- | ----- | ----- | ----- | ----- | ----- |
| 1 481 | 1 442 | 1 367 | 1 198 | 1 213 | 1 251 | 1 212 | 1 157 | 1 244 |

| 1962  | 1968  | 1975  | 1982  | 1990  | 1999  | 2006  | 2011  | 2016  |
| ----- | ----- | ----- | ----- | ----- | ----- | ----- | ----- | ----- |
| 1 242 | 1 279 | 1 357 | 1 377 | 1 403 | 1 478 | 1 532 | 1 682 | 1 585 |

| 2021  | 2022  | - | - | - | - | - | - | - |
| ----- | ----- | - | - | - | - | - | - | - |
| 1 622 | 1 637 | - | - | - | - | - | - | - |

L'évolution du nombre d'habitants est connue à travers les recensements de la population effectués dans la commune depuis 1793. Pour les communes de moins de 10 000 habitants, une enquête de recensement portant sur toute la population est réalisée tous les cinq ans, les populations de référence des années intermédiaires étant quant à elles estimées par interpolation ou extrapolation. Pour la commune, le premier recensement exhaustif entrant dans le cadre du nouveau dispositif a été réalisé en 2006.

En 2022, la commune comptait 1 637 habitants, en évolution de +3,28 % par rapport à 2016 (Gironde : +6,91 %, France hors Mayotte : +2,11 %).
| 1793  | 1800 | 1806  | 1821  | 1831  | 1836  | 1841  | 1846  | 1851  |
| ----- | ---- | ----- | ----- | ----- | ----- | ----- | ----- | ----- |
| 1 002 | 933  | 1 108 | 1 334 | 1 270 | 1 282 | 1 256 | 1 324 | 1 287 |

| 1856  | 1861  | 1866  | 1872  | 1876  | 1881  | 1886  | 1891  | 1896  |
| ----- | ----- | ----- | ----- | ----- | ----- | ----- | ----- | ----- |
| 1 370 | 1 372 | 1 400 | 1 484 | 1 403 | 1 467 | 1 490 | 1 543 | 1 442 |

| 1901  | 1906  | 1911  | 1921  | 1926  | 1931  | 1936  | 1946  | 1954  |
| ----- | ----- | ----- | ----- | ----- | ----- | ----- | ----- | ----- |
| 1 481 | 1 442 | 1 367 | 1 198 | 1 213 | 1 251 | 1 212 | 1 157 | 1 244 |

| 1962  | 1968  | 1975  | 1982  | 1990  | 1999  | 2006  | 2011  | 2016  |
| ----- | ----- | ----- | ----- | ----- | ----- | ----- | ----- | ----- |
| 1 242 | 1 279 | 1 357 | 1 377 | 1 403 | 1 478 | 1 532 | 1 682 | 1 585 |

| 2021  | 2022  | - | - | - | - | - | - | - |
| ----- | ----- | - | - | - | - | - | - | - |
| 1 622 | 1 637 | - | - | - | - | - | - | - |

#### Pyramide des âges
La population de la commune est relativement jeune.
En 2018, le taux de personnes d'un âge inférieur à 30 ans s'élève à 35,0 %, soit en dessous de la moyenne départementale (35,9 %). À l'inverse, le taux de personnes d'âge supérieur à 60 ans est de 24,3 % la même année, alors qu'il est de 24,9 % au niveau départemental.
En 2018, la commune comptait 781 hommes pour 804 femmes, soit un taux de 50,73 % de femmes, légèrement inférieur au taux départemental (52,06 %).
Les pyramides des âges de la commune et du département s'établissent comme suit.
| Hommes | Classe d’âge | Femmes |
| ------ | ------------ | ------ |
| 0,3    | 90 ou +      | 1,8    |
| 5,6    | 75-89 ans    | 8,7    |
| 15,3   | 60-74 ans    | 16,9   |
| 20,6   | 45-59 ans    | 21,8   |
| 19,8   | 30-44 ans    | 19,2   |
| 15,7   | 15-29 ans    | 15,1   |
| 22,7   | 0-14 ans     | 16,6   |

| Hommes | Classe d’âge | Femmes |
| ------ | ------------ | ------ |
| 0,7    | 90 ou +      | 1,9    |
| 6,7    | 75-89 ans    | 8,9    |
| 15,7   | 60-74 ans    | 16,8   |
| 19,9   | 45-59 ans    | 19,3   |
| 19,9   | 30-44 ans    | 19,2   |
| 19,4   | 15-29 ans    | 18,1   |
| 17,7   | 0-14 ans     | 15,8   |

## Gare et musée ferroviaire
L'ancienne gare de Guîtres, construite en 1874 par la Compagnie des Charentes, puis reprise par les chemins de fer de l'État et la SNCF, est maintenant la propriété de la commune qui en a confié la gestion à L'Association des Amis du Chemin de Fer de la Vallée de l'Isle. Elle est utilisée par le train touristique de Guîtres à Marcenais exploité sur une ancienne voie. Le fonctionnement est assuré par des bénévoles. Les locomotives fonctionnent soit à la vapeur, soit au diesel.

## Lieux et monuments
- L'abbatiale Notre-Dame[31],[32] : ancienne église d'une abbaye de moines bénédictins détruite en 1774 et dont il ne reste plus que l'abbatiale, classée au titre des monuments historiques depuis 1901[33]. Le chœur, le transept et la partie orientale de la nef, de style roman, datent du XIIe siècle[34]. Le portail ouest et la partie occidentale de la nef sont des XIIIe et XIVe siècles alors que le clocher actuel remonte à 1850[34]. En 1973, l’abbé Paul Haverlan rassemble un groupe de réflexion afin d'équiper l'abbatiale d'un grand orgue. La société nantaise Beuchet-Debierre, pour laquelle travaille Martin Haverlan (frère de l'abbé), est choisie pour réaliser les travaux. Ceux-ci auront lieu de 1975 à 1978 pour la première tranche (inauguration le 23 avril 1978 par l'organiste Philippe Lefebvre) et en 1986 pour la deuxième tranche (inaugurée par l'organiste Jean Guillou).
- Le puits Henri IV, datant des XVIe et XVIIe siècles, est inscrit au titre des monuments historiques depuis 1956[35].

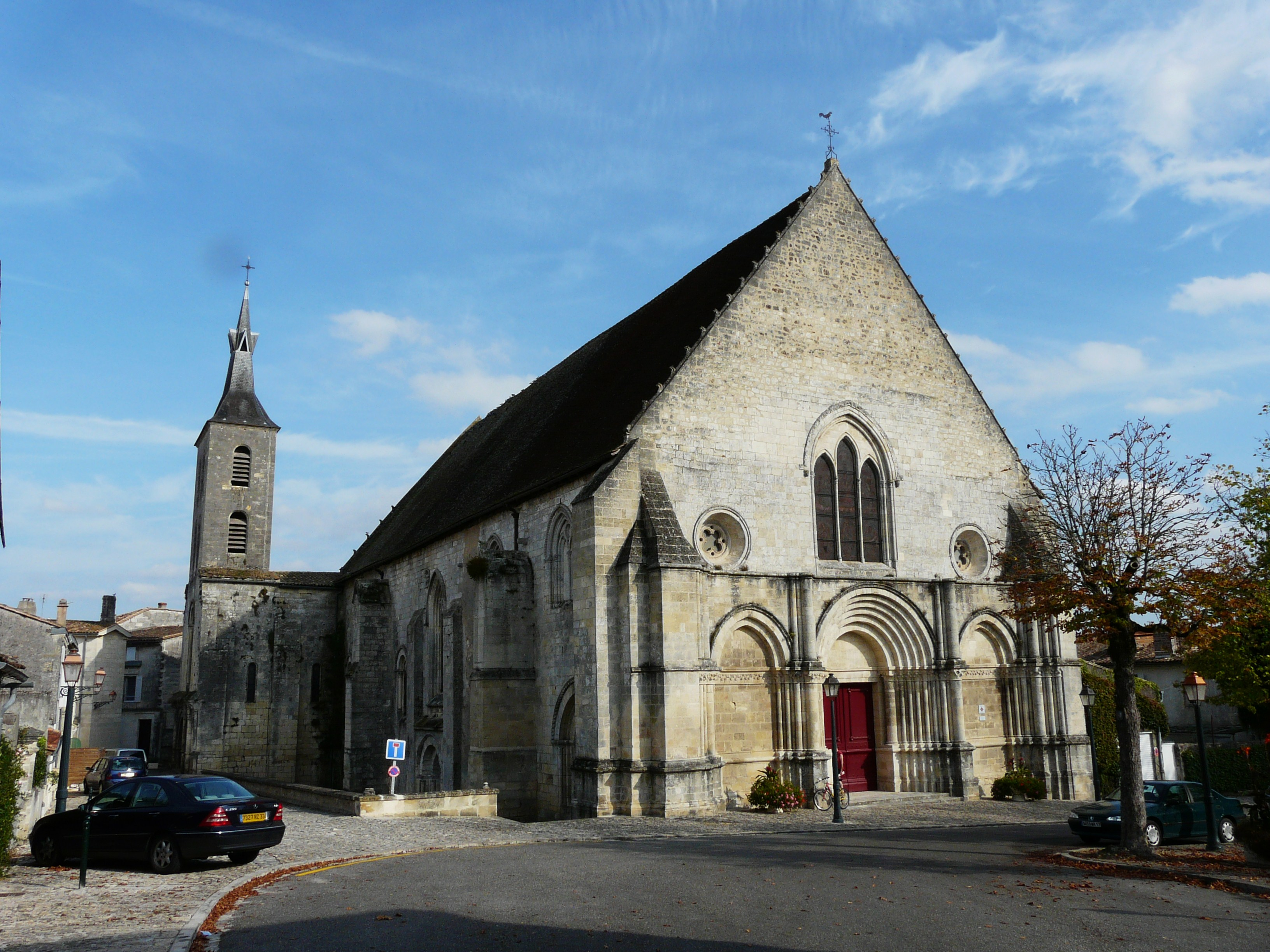
L'abbatiale Notre-Dame
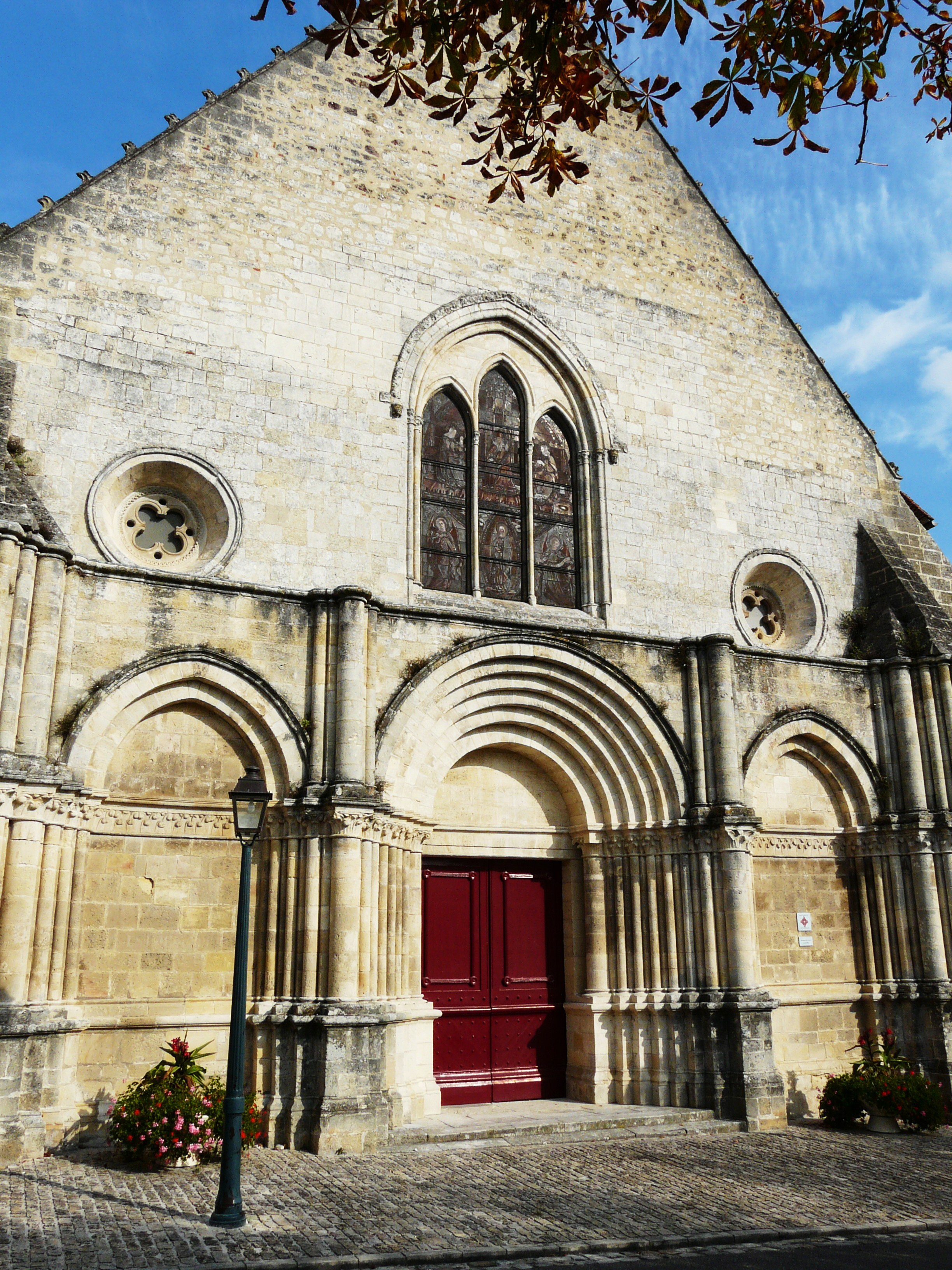
Le portail ouest
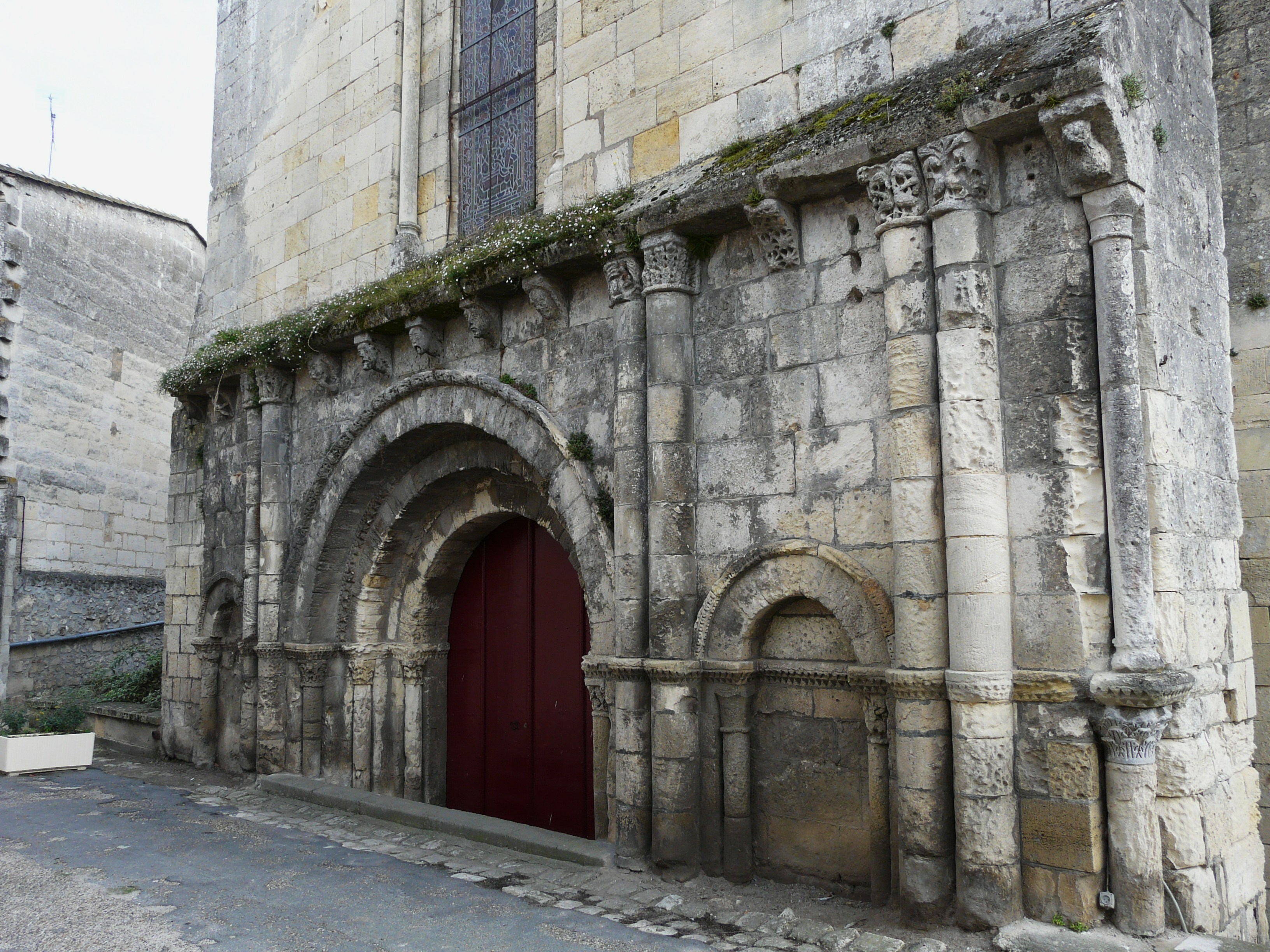
Le portail nord du transept
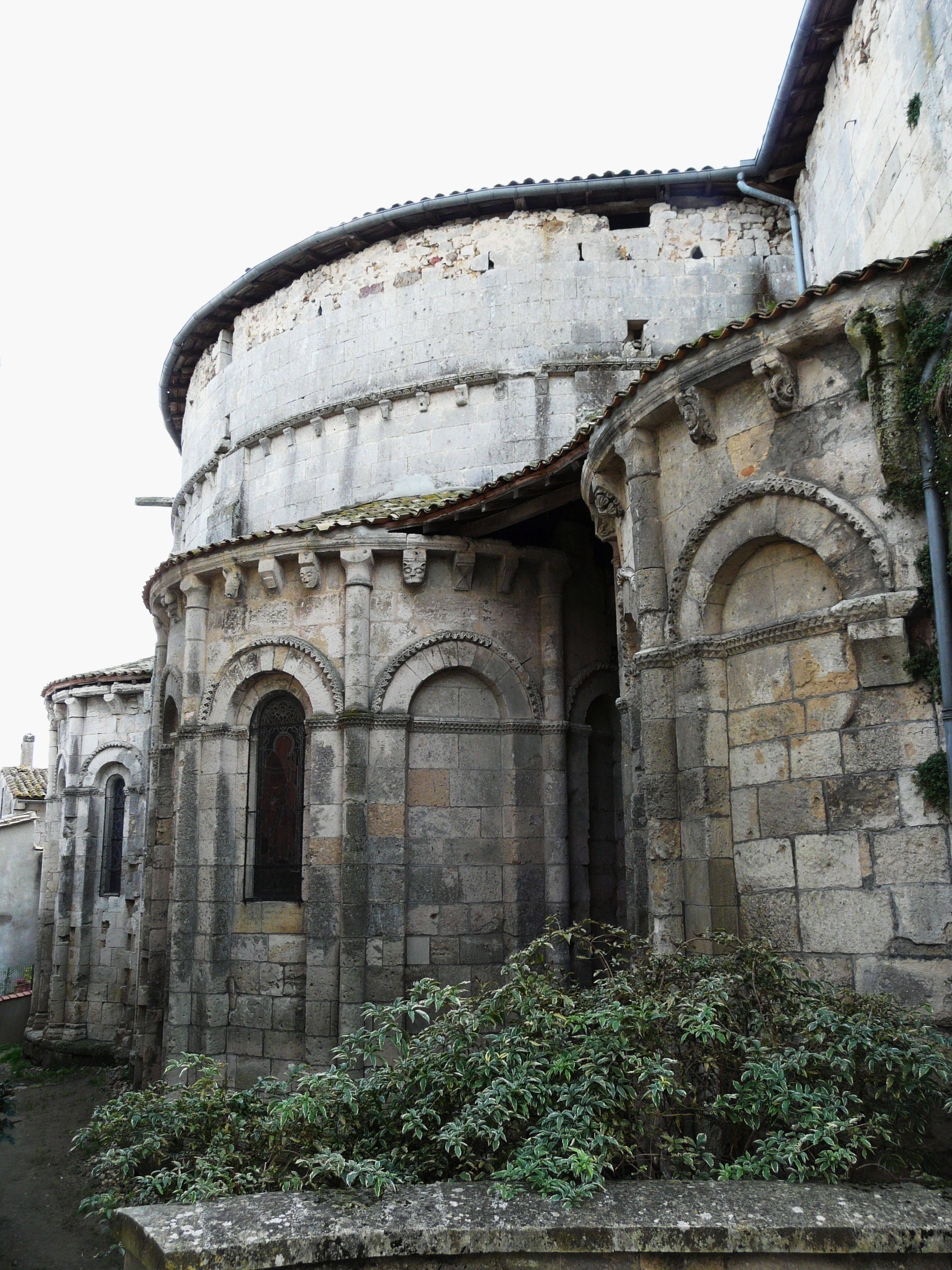
Le chevet

## Personnalités liées à la commune
- Nicolas Claude Fabri de Peiresc (1580-1637), savant, littérateur et jurisconsulte, fut abbé commendataire de Guîtres[36].
- Antoine Jay (1770-1854), homme de lettres, journaliste, historien et homme politique, est né à Guîtres
- Louis Obissier Saint-Martin (1833-1911), homme politique né et décédé à Guitres, député de la Gironde de 1884 à 1897, puis sénateur de la Gironde de 1897 à 1911.
- Roger Thabault (1895-1979), pédagogue français, instituteur, inspecteur primaire, inspecteur d'académie à Bordeaux, directeur général de l'Enseignement au Maroc de 1945 à 1955, inspecteur général. Résidence d'été à Guîtres.

## Jumelages
Schladen (Allemagne) depuis 1994.